# Het huis van de vogels
Het huis van de vogels is een hoorspel van Theodor Weißenborn. Das Haus der Hänflinge dateert van 1971. Willy Wielek-Berg vertaalde het en de VARA zond het uit op woensdag 25 februari 1976, van 21:30 uur tot 22:05 uur. De regisseur was Ad Löbler.

## Rolbezetting
- Jan Borkus (de verteller)
- Ellen de Thouars (mevrouw Von Britzke)
- Gerrie Mantel (Claudia)
- Tonny Foletta (de oude man)

## Inhoud
De radio geeft de schrijver ruime gelegenheid in dramatische zin met de tijd te spelen. Herinneringen krijgen een stem. Verleden en heden ontmoeten elkaar in een gesprek. De auteur opent zo’n situatie in dit hoorspel met de aankomst van een man en een vrouw bij een dichtgetimmerd huis, ver van de stad en rustig gelegen in een ruimtelijk landschap. Hij suggereert dat het echtpaar het huis komt bekijken om het te kopen. De tuin blijkt al in beslag genomen door de plaatselijke boerengemeenschap, maar daar valt nog wel wat aan te doen. Bij het openen van de voordeur vallen verleden en heden in elkaar. De schrijver plaatst de man in een decor van zijn jeugd. Familiefoto’s herinneren hem aan de vroegere bewoners van het huis: zijn oom en tante. De man bracht ook een groot deel van zijn jeugd in dit huis door. Een subtieler spel wordt geopend als de man de zolder bezoekt en er de skeletten van vogels in koperen kooitjes aantreft: onmiskenbaar het decor van de dood. Maar juist dan spreekt hij met zijn tante, krijgt het verleden een stem en zal de man moeten kiezen voor zijn verbondenheid met het voorgeslacht, of een vlucht in een toekomst, waarin hij slechts op zichzelf terug kan vallen…